# Moraine Bay
Die Moraine Bay (von englisch moraine ‚Moräne‘) ist eine rechteckige, 700 m breite und 1 km lange Bucht an der Ingrid-Christensen-Küste des ostantarktischen Prinzessin-Elisabeth-Lands. In den Vestfoldbergen liegt sie auf der Nordseite des Ellis-Fjords. 
Das Antarctic Names Committee of Australia benannte sie nach einer ausgeprägten Moräne an ihrem Nordufer.